# Taxiarchis Foundas
Taxiarchis Foundas (griechisch Ταξιάρχης Φούντας, * 4. September 1995 in Mesolongi) ist ein griechischer Fußballspieler der aktuell bei Trabzonspor unter Vertrag steht.

## Karriere

### Verein
2011 wechselte Taxiarchis Foundas von Acheloos Neochori zum AEK Athen. Er debütierte für AEK am 17. März 2012 gegen Asteras Tripolis in der Super League. Am 28. Oktober 2012 erzielte Foundas beim 1:0-Sieg des AEK Athen gegen den AO Platanias seinen ersten Treffer in der höchsten griechischen Fußballspielklasse. Nachdem AEK Athen aufgrund einer Insolvenz in die dritte Liga absteigen musste, verpflichtete ihn der FC Red Bull Salzburg. Dort war er allerdings erst Ende August spielberechtigt, da für Spieler unter 18 Jahren eine Einzelgenehmigung der UEFA benötigt wird. Als Kooperationsspieler war er auch für das Farmteam, den FC Liefering, einsatzberechtigt, für den er zunächst auflief. 2014 wurde er für die Frühjahrssaison an den SV Grödig verliehen. Es folgte eine Leihe an Panionios Athen in der Saison 2014/15. In der Saison 2015/16 spielte Foundas auf Leihbasis bei Asteras Tripolis, 2016/17 erneut für Panionios. Am 20. September 2017 schloss sich Foundas dem deutschen Drittligisten SG Sonnenhof Großaspach an, nachdem sein Vertrag bei Red Bull Salzburg zum 30. Juni 2017 ausgelaufen war.
Im Juli 2018 kehrte er nach Österreich zurück, wo er sich dem Bundesligisten SKN St. Pölten anschloss, bei dem er einen bis Juni 2019 laufenden Vertrag erhielt. Zur Saison 2019/20 wechselte er zum Ligakonkurrenten SK Rapid Wien, bei dem er einen bis Juni 2022 laufenden Vertrag erhielt. Bei Rapid gelang ihm bei seiner fünften Station in Österreich schließlich der Durchbruch: So wurde der Grieche beim SKN noch primär als Zehner oder Flügel eingesetzt, so fungierte er bei Rapid als Stürmer in einem Einzel- oder Doppelsturm, an vorderster Front erlebte er 2019/20 seine bis dahin beste Saison in seiner Karriere und erzielte 19 Treffer in 27 Saisonspielen und war damit nach Shon Weissman und Patson Daka der drittbeste Torschütze der Bundesliga. In der Saison 2020/21 kam Fountas bei Rapid hauptsächlich als Zehner hinter Ercan Kara zum Einsatz. Insgesamt erzielte er dennoch neun Treffer bei 24 Einsätzen in der Liga.
Nach drei Spielzeiten bei Rapid hätte der Grieche nach dem Ablauf seines Kontrakts in Wien im Juli 2022 in die USA zu D.C. United wechseln sollen, wo er bereits im Januar 2022 einen bis Juni 2025 laufenden Vertrag unterschrieb. Im März 2022 konnten sich die US-Amerikaner und die Wiener allerdings auf einen vorzeitigen Wechsel einigen, wodurch Rapid auch noch eine Ablöse erhielt. Foundas war nach seiner ersten Unterschrift nur noch zu einem Kurzeinsatz in der Conference League gekommen. Der Grieche unterschrieb nun bei seiner zweiten Unterschrift in D.C. einen bis Dezember 2024 laufenden Vertrag mit Option. Im August 2023 wurde der Vertrag in beiderseitigem Einvernehmen aufgelöst. Im selben Monat präsentierte ihn der türkische Erstligaverein Trabzonspor als Neuzugang für die kommende Saison. Im Sommer 2024 wechselte Foundas zurück in seine griechische Heimat und schloss sich dem Erstligisten OFI Kreta an.

### Nationalmannschaft
In der Qualifikation zur U-17-Europameisterschaft 2012 gab Taxiarchis Foundas am 12. Oktober 2011 für die griechische U-17-Nationalmannschaft gegen Israel sein Debüt und erzielte dabei einen Treffer. Gegen Island und die Schweiz absolvierte er in den folgenden fünf Tagen zwei weitere U-17-Länderspiele.
2012 spielte er erstmals für die U-19-Auswahl. 2013 kam er zudem für Griechenlands U-20-Team zum Einsatz.
Im März 2015 debütierte er für die U-21-Mannschaft, als er in einem Testspiel gegen Kroatien in der Startelf stand und in der Halbzeitpause durch Giorgos Mygas ersetzt wurde.
Im Juni 2015 gab er sein Debüt für die A-Nationalmannschaft, als er im EM-Qualifikationsspiel gegen die Färöer in der 81. Minute für Panagiotis Kone ins Spiel gebracht wurde. Am 17. November 2022 gelang Fountas beim 2:2 im freundschaftlichen Länderspiel gegen Malta sein erster Teamtreffer.